# Classique de Saint-Sébastien 1996
La 16e édition de la Classique de Saint-Sébastien a lieu le 10 août 1996. Remportée par l'Allemand Udo Bölts, de l'équipe Team Deutsche Telekom, elle est la sixième épreuve de la Coupe du monde.

## Classement final
| Pos. | Cycliste             | Équipe                | Temps           |
| ---- | -------------------- | --------------------- | --------------- |
| 1    | Udo Bölts            | Team Deutsche Telekom | 5 h 45 min 55 s |
| 2    | Stefano Cattai       | Roslotto-ZG Mobili    | m.t.            |
| 3    | Massimo Podenzana    | Carrera-Longoni Sport | m.t.            |
| 4    | Richard Virenque     | Festina-Lotus         | m.t.            |
| 5    | Marco Fincato        | Roslotto-ZG Mobili    | m.t.            |
| 6    | Alberto Elli         | MG Boys Maglificio    | m.t.            |
| 7    | Fabio Baldato        | MG Boys Maglificio    | + 1 min 1 s     |
| 8    | Andrea Ferrigato     | Roslotto-ZG Mobili    | m.t.            |
| 9    | Francesco Casagrande | Saeco-Estro           | m.t.            |
| 10   | Laurent Jalabert     | Once                  | m.t.            |